# نورتورن کالووی
نورتورن کالووی (انگلیسی: Northern Calloway; ۱۰ سپتامبر ۱۹۴۸ – ۹ ژانویهٔ ۱۹۹۰) هنرپیشه، صداپیشه و کمدین اهل ایالات متحده آمریکا بود.
از فیلم‌ها یا برنامه‌های تلویزیونی که وی در آن نقش داشته‌است می‌توان به سسمی استریت اشاره کرد.